# 史欽漢號驅逐艦 (DD-83)
史欽漢號驅逐艦（舷號DD-83）是一艘美國海軍建造的驅逐艦，為維克斯級驅逐艦的九號艦。她是美軍第二艘以史欽漢為名的軍艦，以紀念美國內戰時期的海軍軍官西勒·史欽漢（Silas Horton Stringham）。
史欽漢號在1917年於霍河造船廠開始建造，在同年下水，於1918年服役。接著史欽漢號派往歐洲海域護航商船。戰後史欽漢號留在大西洋執勤，在1922年退役，並長期封存。第二次世界大戰爆發後，史欽漢號在1940年改裝為高速運輸艦，並在太平洋戰爭爆發後調到西南太平洋戰場，參與瓜島戰役。及後史欽漢號參與所羅門群島戰役、新畿內亞戰役、馬紹爾群島戰役及沖繩戰役，期間多次因意外受損而返國維修。1945年史欽漢號退役除籍，並在1946年出售拆解。
史欽漢號在第二次世界大戰共獲得九枚戰鬥之星。